# Секира 2
Секира 2 (енгл. Hatchet II) је амерички слешер хорор филм из 2010. године, редитеља и сценаристе Адама Грина са Данијелом Харис, Тонијем Тодом, Кејном Ходером, Перијем Шеном, Томом Холандом и Еј Џејом Боуеном у главним улогама. Представља директан наставак филма Секира из 2006.
Кејн Ходер и Тони Тод су се вратили у улоге Виктора Кровлија и велечасног Зомбија из претходног дела, док је Данијела Харис заменила Тамару Фелбман у улози финалне девојке Мерибет Данстон. Харис је од раније позната хорор публици, првенствено по улози Џејми Лојд у филмовима Ноћ вештица 4: Повратак Мајкла Мајерса (1988) и Ноћ вештица 5: Освета Мајкла Мајерса (1989), а затим и по улози Ени Брекет у филмовима Ноћ вештица 9 (2007) и Ноћ вештица 10 (2009).
Слично свом претходнику, филм је добио помешане и претежно негативне критике, а осим тога није успео да оствари ни комерцијални успех. С друге стране, нашао је своју публику међу љубитељима старих слешер филмова из периода 1980-их. Критичари сајта Ротен томејтоуз сврстали су га у категорију филмова „који су толико лоши да су у ствари добри”, док је на сајту Метакритик оцењен са 50%. Адам Грин, редитељ и сценариста сва четири филма из серијала Секира, изјавио је да је ово његов омиљени део.

## Радња
Након што је успела да преживи напад Виктора Кровлија на крају претходног дела, Мерибет Данстон бежи из његове шуме и враћа се у град. Међутим, она одлучује да се са групом ловаца које предводи велечасни Зомби, врати у шуму како би окончала Кровлијев терор једном заувек.

## Улоге
| Глумац            | Улога                             |
| ----------------- | --------------------------------- |
| Данијела Харис    | Мерибет Данстон                   |
| Тони Тод          | Велечасни Зомби / Клајв Вашингтон |
| Кејн Ходер        | Виктор Кровли / Томас Кровли      |
| Пери Шен          | Шон                               |
| Том Холанд        | ујка Боб                          |
| Алексис Питерс    | Авери                             |
| Еј Џеј Боуен      | Лејтон                            |
| Р. А. Михаилов    | Трент Грејвс                      |
| Ед Акерман        | Клитус                            |
| Дејвид Фој        | Чад                               |
| Колтон Дан        | Вернон Вилијамс                   |
| Рик Макалум       | Џон                               |
| Ерика Хамилтон    | Лена                              |
| Џон Карл Бихлер   | Џек Крекер                        |
| Кетрин Фијоре     | Шјан Кровли                       |
| Рилија Вандербилт | млади Виктор Кровли               |